# Valence Condom Gers Basket
Le Valence Condom Gers Basket (VCGB) est un club français de basket-ball évoluant en Nationale 3 basé à Valence-sur-Baïse. Le club a évolué près de 20 ans en Nationale 1.

## Historique
Créé en 1931 sous le nom d'« Amicale Laïque Valencienne ». En 1981, au moment de son cinquantenaire, le club accède en Nationale 4 et monte deux ans plus tard en Nationale 3 (1er de la poule B). Le club gersois, après un titre de Champion de France de Nationale 3, monte en 1987 en Nationale 2 (3e division nationale à l'époque). En 1993, le club valencien fusionne avec celui de Condom et devient le « Valence Condom Gers Basket » son nom actuel. Le club descend de cette troisième division nationale à l'issue de la saison 2005-2006 avec un 17e place (10 victoires et 24 défaites). Il enchaine encore une descente en 2010 pour se retrouver en Nationale 3. Le club est remonté en Nationale 2 en 2015 mais est redescendu en Nationale 3 en 2019.  

### Palmarès
- Champion de France de NM3 : 1987

### Bilans par saison
| Saisons   | Division              | Place | Victoires/Défaites |
| --------- | --------------------- | ----- | ------------------ |
| 1981-1982 | Nationale 4 (Poule B) | 4e    |                    |
| 1982-1983 | Nationale 4 (Poule B) | 1er   |                    |
| 1983-1984 | Nationale 3 (Poule B) | 6e    |                    |
| 1984-1985 | Nationale 3 (Poule B) | 5e    |                    |
| 1985-1986 | Nationale 3 (Poule B) | 3e    | 15-7               |
| 1986-1987 | Nationale 3 (Poule B) | 1er   | 22-0               |
| 1987-1988 | Nationale 2 (Poule A) | 4e    | 13-9               |
| 1988-1989 | Nationale 2 (Poule A) | 8e    | 10-12              |
| 1989-1990 | Nationale 2 (Poule A) | 4e    | 15-11              |
| 1990-1991 | Nationale 2 (Poule A) | 7e    | 12-12              |
| 1991-1992 | Nationale 2 (Poule A) | 7e    | 13-13              |
| 1992-1993 | Nationale 2 (Poule B) | 8e    | 12-12              |
| 1993-1994 | Nationale 2 (Poule A) | 8e    | 17-13              |
| 1994-1995 | Nationale 2 (Poule A) | 6e    | 16-14              |
| 1995-1996 | Nationale 2           |       |                    |
| 1996-1997 | Nationale 2           | 4e    | 17-13              |
| 1997-1998 | Nationale 2           | 2e    | 21-9               |
| 1998-1999 | Nationale 1           | 10e   | 15-15              |
| 1999-2000 | Nationale 1           |       |                    |
| 2000-2001 | Nationale 1           |       |                    |
| 2001-2002 | Nationale 1           | 6e    | 17-13              |
| 2002-2003 | Nationale 1           | 5e    | 18-12              |
| 2003-2004 | Nationale 1           | 4e    | 18-12              |
| 2004-2005 | Nationale 1           | 9e    | 17-17              |
| 2005-2006 | Nationale 1           | 17e   | 10-24              |
| 2006-2007 | Nationale 2           |       |                    |
| 2007-2008 |                       |       |                    |
| 2008-2009 |                       |       |                    |
| 2009-2010 |                       |       |                    |
| 2010-2011 |                       |       |                    |
| 2011-2012 |                       |       |                    |
| 2012-2013 | Nationale 3           |       |                    |
| 2013-2014 | Nationale 3 (Poule C) | 2e    | 15-7               |
| 2014-2015 | Nationale 3           | 1er   | 18-5               |
| 2015-2016 | Nationale 2 (Poule B) | 8e    | 12-14              |
| 2016-2017 | Nationale 2 (Poule A) | 10e   | 10-16              |
| 2017-2018 | Nationale 2 (Poule B) | 10e   | 5-19               |
| 2018-2019 | Nationale 2 (Poule B) | 14e   | 6-20               |
| 2019-2020 | Nationale 3           |       |                    |

## Joueurs

### Joueurs célèbres ou marquants
- Pascal Thibaud
- André Ergy
- Frédéric Zadro
- Jérôme Séailles
- Jean-Michel Thore

### Entraîneurs successifs
- 1989-2005 :  Yves Baratet
- 2005-? :  Jean-Marie Pajot
- 2010-2017 :  Grégory Elorza
- 2017-2018 :  Sébastien Boutin
- 2018- :  Thomas Baurens

## Structures du club

### Salle
La salle Jacques Baurens (Les Arènes) à une  capacité de 1 200 places. Le club a comptabilisé un record 2 030 spectateurs en Coupe de France contre le SLUC Nancy.